# HMS Hero (H99)
«Хіроу» (H99) (англ. HMS Hero (H99) — військовий корабель, ескадрений міноносець типу «H» Королівських військово-морських флотів Великої Британії та Канади за часів Другої світової війни.
«Хіроу» був закладений 28 лютого 1935 року на верфі компанії Vickers-Armstrongs, в містечку Ньюкасл-апон-Тайн. 23 жовтня 1936 року увійшов до складу Королівських ВМС Великої Британії.